# 下間仲孝
下間 仲孝（しもつま なかたか）は、日本の戦国時代末期から江戸時代初期の武将。石山本願寺の坊官。猿楽をよくし、猿楽の伝書や演能記録を残している。下間頼照の子。母は定専坊了宗の娘。妻は下間光頼の娘。子に仲世、仲此。
別名は下間少進（しもつましょうじん）。仲之（ちゅうし）、頼之、仲康ともいう。幼名は千代寿、法名は性乗、猿楽の芸名は素周である。

## 経歴
織田信長との石山合戦で10年にわたって各地に転戦して門徒を指導、天正6年（1578年）に同族の下間頼龍との連署で紀伊の門徒へ宛てた御印書では、信長の部将滝川一益・九鬼嘉隆が大船7隻を率いて大阪湾へ向かい出航したことに対し、海上封鎖を阻止して欲しいと門徒へ命令したが、門徒は参陣せず織田水軍に木津川口を封鎖された（第二次木津川口の戦い）。2年後の天正8年（1580年）に本願寺11世法主顕如が信長と勅命講和を結んだ時、講和条約署名3名の1人となる（他の2人は下間頼廉・下間頼龍）。しかし顕如の嫡男教如が徹底抗戦を主張したことに反対、教如に従った頼龍と対立したことは後に失脚の元となる。また、講和問題で顕如・教如父子の意思疎通が欠如し対立したのは仲孝の仕業とされ、顕如の大坂退去の殿として教如を大坂に残すよう仕向けたのではないかと疑われている。
以後は顕如に従って講和が結ばれた後も織田軍に抵抗する各地の一向門徒の収拾に奔走、各地の門徒へ徹底抗戦を要請した教如に顕如が対抗、4月15日付の顕如が教如に味方しないよう各地の門徒へ配布した手紙の末尾に「委細は頼廉・仲之（下間仲孝）から申すであろう」と書かれているため、手紙は本願寺教団の合議で作成されたことがうかがえる。やがて顕如が信長へ接近、7月に顕如が挨拶の使者を信長の下へ派遣すると、顕如の妻で教如の母如春尼や頼廉・頼龍と共に信長から答礼の品々を送られた（一方の教如は抗戦を諦め8月に退去）。天正9年（1581年）に京都御馬揃えの見物に上京した時に信長から講和条約の起請文を返却される、天正10年（1582年）に信長の甲州征伐戦勝祝いに安土城へ派遣され進物を贈るなど、信長と顕如の間を行き来していた。
信長の死後は顕如の奏者となり、頼廉との奏者2人制に同族の下間頼承・下間頼純・下間頼芸を加えた年寄衆5人が本願寺中枢部を形成した。また頼廉と共に豊臣秀吉と関わるようになり、天正12年（1584年）1月に秀吉の家臣中村一氏が顕如を訪問した答礼の使者として頼廉と共に一氏邸を訪問したが、小牧・長久手の戦いで一揆蜂起の関与を問いただされたり、天正17年（1589年）の斯波義銀・細川昭元・尾藤知宣ら浪人が天満本願寺に隠れ住んでいた事件で、秀吉から派遣された検使の石田三成・増田長盛から秀吉の命令（寺内掟）を伝えられ本願寺の寺内特権が否定されるなど、秀吉との関係は必ずしも良好とは言えなかった。一方で秀吉から頼廉共々本願寺町奉行に任じられ、他の本願寺家臣らと共に治安維持と寺内掟に無い規定の取り決めなどに尽力した。天正20年（1592年）に顕如が亡くなり、葬儀で頼廉と共に太刀持を務めた。
同年に顕如の後を継いだ教如と対立、閉門処分にされた上奏者からも追われ頼龍に代えられたが、翌文禄2年（1593年）に教如が退隠して頼龍も追放、准如が法主になると復帰した。だが慶長5年（1600年）、関ヶ原の戦い後は嫡男仲世が石田三成に加担していたことから准如の西軍加担疑惑が持ち上がり、仲世を廃嫡して仲孝自身も謹慎している。慶長7年（1602年）に謹慎が解除され奏者にも復帰、頼芸と下間頼賑を加えた奏者3人制で准如に仕えた。本願寺東西分裂では准如の西本願寺に従い、慶長11年（1606年）に西本願寺の家臣6人が出仕を止めた事件では准如に誓書を差し出し、6人に加わらず准如へ忠誠を誓うことを書き送っている。
元和2年（1616年）、66歳で亡くなり、5男の仲此が後を継いだ。子孫は少進家と呼ばれ、西本願寺の重臣となった。

## 猿楽の上手としての側面
仲孝は猿楽をよくし、能楽史上では下間少進として知られている。よってこの節では少進とよぶ。
少進は若年から金春大夫笈蓮の元で修行し、金春流の秘伝はすべて伝承、当時のアマチュア猿楽「手猿楽」の第一人者として著名であった。金春流ではとだえていた「関寺小町」を復曲上演するなど、プロをもしのぐ活躍をした。
天正16年（1588年）から『能之留帳（のうのとめちょう）』と題する演能記録を残しており、この記録によって共演者や観客が詳細にわかる。それによると、少進は豊臣秀次の猿楽指南役をつとめ、豊臣秀吉や徳川家康の前でも猿楽を披露している。元和元年（1615年）には禁裏（天皇の御所）でも猿楽を演じ、「当時の上手」であるという記録が、『義演准后日記』にみえる。
家康の4男松平忠吉に猿楽の秘伝書『童舞抄』を伝授するなど、猿楽をもって下間家の存続をはかったという評価もなされている。少進の残した『能之留帳』などの記録や『笈蓮江問日記』『少進聞書』といった聞き書き、『童舞抄』『舞台之図』などの伝書は、能楽史のうえからも貴重なものとされている。